# 圣马丹苏蒙泰居
圣马丹苏蒙泰居（法語：Saint-Martin-sous-Montaigu，發音：[sɛ̃ maʁtɛ̃ su mɔ̃tɛɡy] ⓘ）是法国索恩-卢瓦尔省索恩河畔沙隆区的市镇，面积3.65平方千米，2022年1月1日人口为328人。

## 地名
法语人名在日常人名译名以及《世界人名翻譯大辭典》、《法语姓名译名手册》等主流人名译名类书籍资料中多译作“马丁”，不过在《世界地名翻译大辞典》、《世界地名译名词典》和《法国地图册》等主流地名译名类书籍资料中多译作“马丹”。

## 地理
圣马丹苏蒙泰居（46°48'59"N, 4°42'50"E）面积3.65平方千米，位于法国勃艮第-弗朗什-孔泰大區索恩-卢瓦尔省，该省份为法国中部省份，北起顺时针与科多尔省、汝拉省、安省、罗讷省、卢瓦尔省、阿列省和涅夫勒省接壤。
与圣马丹苏蒙泰居接壤的市镇（或旧市镇、城区）包括：梅尔屈雷、梅勒塞、圣但尼德沃、圣让德沃、圣马尔德沃。
圣马丹苏蒙泰居的时区为UTC+01:00、UTC+02:00（夏令时）。

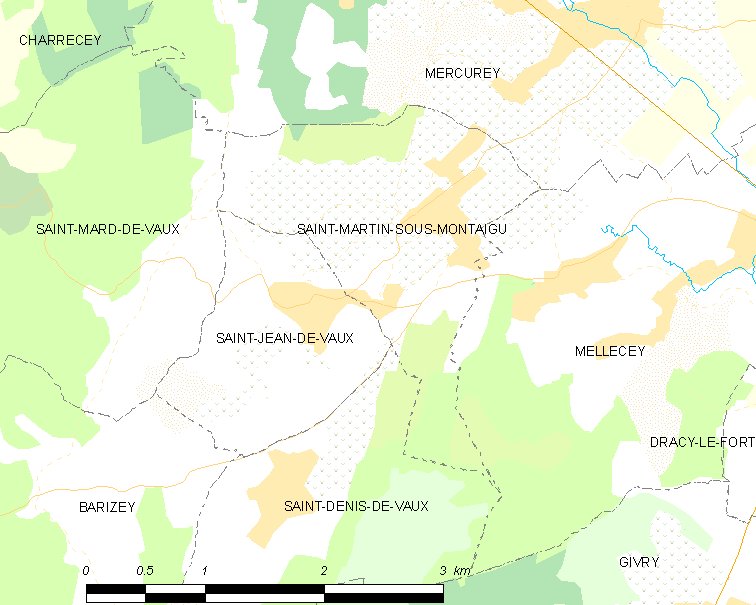
圣马丹苏蒙泰居的OSM定位图

## 行政
圣马丹苏蒙泰居的邮政编码为71640，INSEE市镇编码为71459。

## 政治
圣马丹苏蒙泰居所属的省级选区为日夫里县。

## 人口

1962-2008年间圣马丹苏蒙泰居人口变化图示

圣马丹苏蒙泰居于2022年1月1日时的人口数量为328人。